# Rikkoi Brathwaite
Rikkoi Brathwaite (* 13. Februar 1999 in Road Town) ist ein Leichtathlet von den Britischen Jungferninseln, der sich auf den Sprint spezialisiert hat. Aktuell ist er Inhaber des Landesrekordes über 100 Meter.

## Sportliche Laufbahn
Erste internationale Erfahrungen sammelte Rikkoi Brathwaite bei den CARIFTA Games 2016 in St. George’s, bei denen er in 10,69 s den vierten Platz im 100-Meter-Lauf in der U18-Altersklasse belegte. Im Jahr darauf gelangte er bei den CARIFTA Games in Willemstad mit 10,72 s auf den fünften Platz in der U20-Altersklasse und verpasste über 200 Meter mit 22,05 s den Finaleinzug. Anschließend belegte er bei den U20-Panamerikameisterschaften in Trujillo in 10,72 s den siebten Platz über 100 Meter und schied im 200-Meter-Lauf mit 21,98 s in der Vorrunde aus. 2018 gewann er bei den CARIFTA Games in Nassau in 10,46 s die Bronzemedaille über 100 Meter und belegte in 21,41 s den siebten Platz über 200 Meter. Anschließend schied er bei den U20-Weltmeisterschaften in Tampere mit 10,44 s im Halbfinale über 100 Meter aus und wurde über 200 Meter im Vorlauf disqualifiziert. Zudem begenn er im selben Jahr ein Studium an der Indiana University Bloomington in den Vereinigten Staaten. 2022 erreichte er bei den Hallenweltmeisterschaften in Belgrad das Halbfinale im 60-Meter-Lauf, verzichtete dort aber auf ein Antreten. Im August schied er bei den Commonwealth Games in Birmingham mit 10,31 s im Semifinale über 100 Meter aus und kurz darauf belegte er bei den NACAC-Meisterschaften in Freeport in 10,20 s den fünften Platz. Im Jahr darauf gewann er bei den Zentralamerika- und Karibikspielen in San Salvador in 10,26 s die Bronzemedaille hinter Guyaner Emanuel Archibald und José González aus der Dominikanischen Republik. Im August schied er dann bei den Weltmeisterschaften in Budapest mit 10,18 s im Vorlauf aus. 2024 schied er bei den Hallenweltmeisterschaften in Glasgow mit 6,60 s im Halbfinale über 60 Meter aus. Im August erreichte er bei den Olympischen Sommerspielen in Paris ebenfalls das Semifinale über 100 Meter und schied dort mit 10,15 s aus. Zudem war er Fahnenträger seiner Nation bei der Abschlussveranstaltung der Spiele.

## Persönliche Bestleistungen
- 100 Meter: 10,00 s (+1,1 m/s), 19. Juli 2024 in Gainesville (Landesrekord)
  - 60 Meter (Halle): 6,52 s, 12. März 2022 in Birmingham (Landesrekord)
- 200 Meter: 20,81 s (+1,2 m/s), 18. Mai 2024 in Fort-de-France